# Andy Cruz
Andy Cruz Gómez, född 12 augusti 1995, är en kubansk boxare.
Vid olympiska sommarspelen 2020 i Tokyo tog Cruz tog guld i lättvikt.